# Israel Goldstein

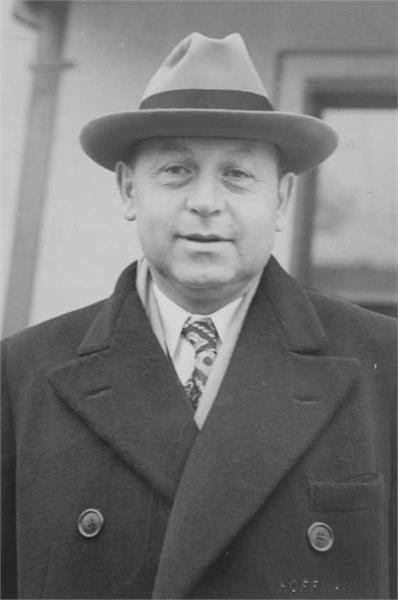
Israel Goldstein em 1935

Israel Goldstein (18 de junho de 1896 - 11 de abril de 1986) foi um rabino israelense nascido nos Estados Unidos, autor e líder sionista. Ele foi um dos principais fundadores da Universidade Brandeis.

## Infância e educação
Goldstein, nascido na Filadélfia, foi um notável graduado da South Philadelphia High School (SPHS)  em 1911.

## Carreira e atividade sionista
De 1918 até sua imigração para Israel em 1960, Israel Goldstein serviu como rabino da Congregação B'nai Jeshurun em Nova York, a segunda sinagoga mais antiga da cidade. Foi chefe do Conselho de Rabinos de Nova York (1928-30), do Fundo Nacional Judaico da América (1934-1943), da Organização Sionista da América (1943-1946) e do Congresso Judaico Americano (1952-1959), e ajudou a fundar a Conferência Nacional de Cristãos e Judeus.
Em 1945, foi consultor da delegação dos EUA na Conferência Fundadora das Nações Unidas em São Francisco.
De 1961 a 1971, Goldstein foi presidente mundial da Keren Hayesod-United Israel Appeal. Ele liderou Keren Hayesod durante um período de expansão e crescimento, particularmente após a Guerra dos Seis Dias.

## Morte
Israel Goldstein morreu em 11 de abril de 1986 no Hospital Shaare Zedek em Jerusalém após uma longa doença.